# Eupithecia geminata
Eupithecia geminata là một loài bướm đêm trong họ Geometridae.